# Rai Ragazzi
Rai Kids es una productora de animación italiana con sede en Turín.  Es propiedad y está operado por RAI.
La compañía produce espectáculos para niños y está dirigida por Luca Milano, ex subdirector de Rai Fiction.

## Producciones
- 44 Gatos
- Penny en M.A.R.S.
- Winx Club (8 temporada)